# توماس غور براون
الكولونيل السير توماس روبرت غور براون (بالإنجليزية: Thomas Robert Gore Browne)‏ ـ (3 يوليو 1807 ـ 17 أبريل 1887) هو مدير استعماري بريطاني، كان حاكمًا لكل من جزيرة سانت هيلانة (18 يوليو 1851 ـ 15 ديسمبر 1854) ونيوزيلندا (6 سبتمبر 1855 ـ 3 أكتوبر 1861) وتاسمانيا (11 ديسمبر 1861 ـ 30 ديسمبر 1868) وبرمودا (سبتمبر 1870 ـ أبريل 1871).
توفي براون في لندن في 17 أبريل 1887.
سميت مدينة غور في نيوزيلندا نسبة إليه.